# Kanggye
Kanggye é a capital da província de Chagang, na Coreia do Norte.